# Gewoon wapenfiguur
Een gewoon wapenfiguur (Duits: gemeine Wappenbilder/Wappenfigur; Engels: common charges; Frans: charges communes ordinaires) - ook wel gewoon stuk - is een begrip uit de heraldiek. Een gewoon wapenfiguur is elk stuk op een wapenschild dat geen herautstuk is.

## Indeling van de gewone wapenfiguren
Men deelt de gewone wapenfiguren meestal op in drie of vier groepen:
1. natuurlijke (wapen)figuren (alles wat in de natuur voorkomt);
2. kunstmatige (wapen)figuren (alles wat door mensenhanden is gemaakt);
3. fantastische (wapen)figuren of monsters (alles wat is ontsproten aan de fantasie van de mens);
4. huismerken (is een geval apart en wordt vaak ook niet tot de gewone wapenfiguren gerekend).[4]

### Natuurlijke wapenfiguren
Tot de natuurlijke wapenfiguren behoren de wapendieren, menselijke figuren (o.a. de Wildeman), natuurverschijnselen (zon, sterren, enzovoorts), elementen, edelgesteente, planten (bomen, bloemen (bijvoorbeeld de fleur-de-lys), enzovoorts).

### Kunstmatige wapenfiguren
Tot de kunstmatige wapenfiguren behoren: kleren, sieraden, gebouwen, gereedschappen, enzovoorts.

### Fantastische wapenfiguren of monsters
Tot de fantastische wapenfiguren of monsters behoren al de wezens, die ofwel niet in de vorm waarin ze in de heraldiek voorkomen in de natuur bestaan of helemaal niet in de natuur voorkomen, en vaak aan de mythologie of sagen zijn ontleend: centauren, draken, eenhoorns, griffioenen, sfinxen, harpijen, feniksen, zeemeerminnen, salamanders, zeepaarden, enzovoorts.